# Eleanor J. Gibson

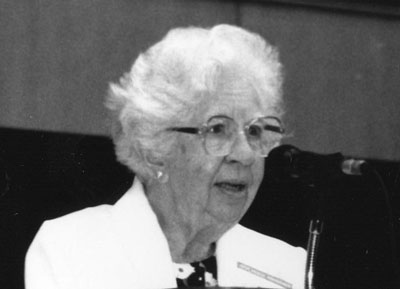
Eleanor J. Gibson, 1993

Eleanor Jack Gibson (* 7. Dezember 1910 in Peoria, Illinois, USA; † 30. Dezember 2002 in Columbia, South Carolina) war eine US-amerikanische Entwicklungspsychologin und hat sich vor allem mit der Entwicklung der Wahrnehmung von Säuglingen auseinandergesetzt. Außerdem hat sie sich aber auch der Psychologie des Lesens gewidmet. Verheiratet war sie mit James J. Gibson, der ebenfalls Psychologe war.
Gibson studierte an der Yale University und erlangte dort 1938 ihren Ph. D. Die meiste Zeit ihres Lebens – seit 1949 – forschte sie an der Cornell University, seit 1965 als Professorin. Sie wurde 1971 in die National Academy of Sciences und 1977 in die American Academy of Arts and Sciences aufgenommen und erhielt 1992 die National Medal of Science.
Die wohl bekannteste Versuchsanordnung von Gibson ist die „Visuelle Klippe“ (Gibson & Walk, 1960), mit der sie die Tiefenwahrnehmung bei Säuglingen untersuchte.